# Chiaia
Chiaia (o Chiaja) es un barrio que, junto con Posillipo y San Ferdinando, constituye la Municipalità 1 de la ciudad de Nápoles, en Italia. Limita al norte con los barrios de Fuorigrotta, Vomero y Montecalvario, al este con San Ferdinando y al oeste con Posillipo; al sur se extiende el Golfo de Nápoles.

## Etimología

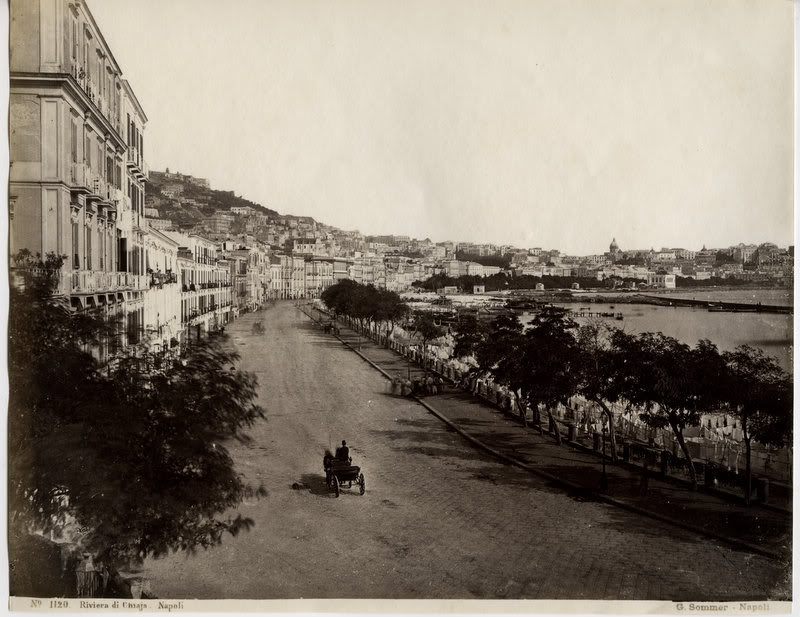
La Riviera di Chiaia en 1865 (foto de Giorgio Sommer). Actualmente la calle fotografiada es la Via Giordano Bruno.

Su nombre deriva del término en latín medieval plagia, evolucionado localmente en Chiaja durante la 
Edad Media. En diversas señalizaciones antiguas de las calles del barrio aún está escrito Chiaja, mientras que en otras se denomina Chiaia.

## Historia
En su conformación actual Chiaia nace en el siglo XVI, cuando consistía únicamente en una aldea fuera de las murallas de la ciudad. En 1692, por orden del virrey duque de Medina, se decoró un largo tramo entre el mar y la colina de Vomero con jardines, árboles y fuentes.
La estructura viaria se cambió completamente en la segunda mitad del siglo XIX, cuando se ganaron tierras al mar y se avanzó la línea de la costa creando Via Caracciolo, y posteriormente con la construcción, dentro del Risanamento di Napoli, del Rione Amedeo y la Via dei Mille.

## Monumentos y lugares de interés

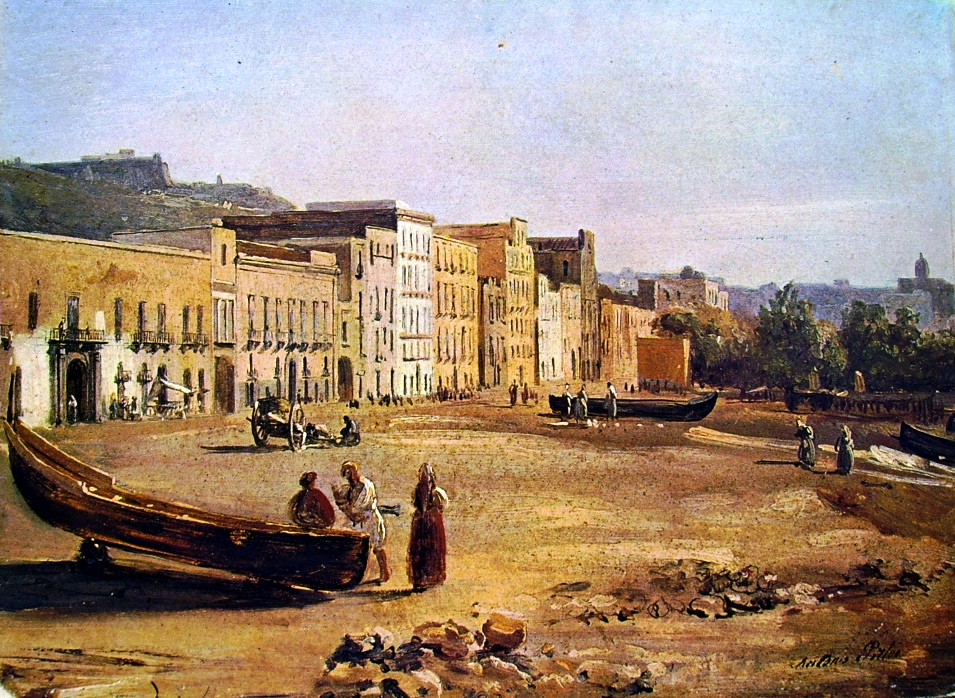
La Riviera di Chiaia en una pintura de Anton Sminck van Pitloo de principios del.

La aldea de Chiaia creció a partir del siglo XVI fuera del perímetro de la ciudad, utilizando el acceso de la Porta di Chiaia, que estaba situada cerca de la actual Via Santa Caterina. La aldea era atravesada por una calle costera (Riviera di Chiaia), y una interior (Vico Belledonne, Via Santa Teresa, Piazzetta Ascensione, Vico Santa Maria in Portico).
El Duca di Noja puso de manifiesto en 1775 cómo se expandía la aldea de Chiaia paralelamente a la costa. En particular, algunos edificios en la actual Via dei Mille (Palazzo Roccella, Palazzo del Vasto, Chiesa di Santa Teresa, Piazzetta dell'Ascensione) tenían en la época ricos jardines, pero sufrieron transformaciones radicales en la segunda mitad del siglo XIX con la remodelación del Rione Amedeo (1859), y la construcción de la Via dei Mille (1886).
En la Via Calabritto, además del fachada lateral del homónimo palacio, obra del arquitecto Luigi Vanvitelli, en el lado opuesto se encuentra la fachada lateral del Palazzo Satriano, que comienza la colección de palacios de la Riviera, que incluye, entre otros, el Palazzo Pignatelli di Strongoli (1820), el Palazzo del Duca di San Teodoro (1826) de estilo neoclásico, la Villa Pignatelli, el Palazzo Carafa di Belvedere (1823-33) y el Palazzo Ferdinando Alaron de Mendoza (1815).

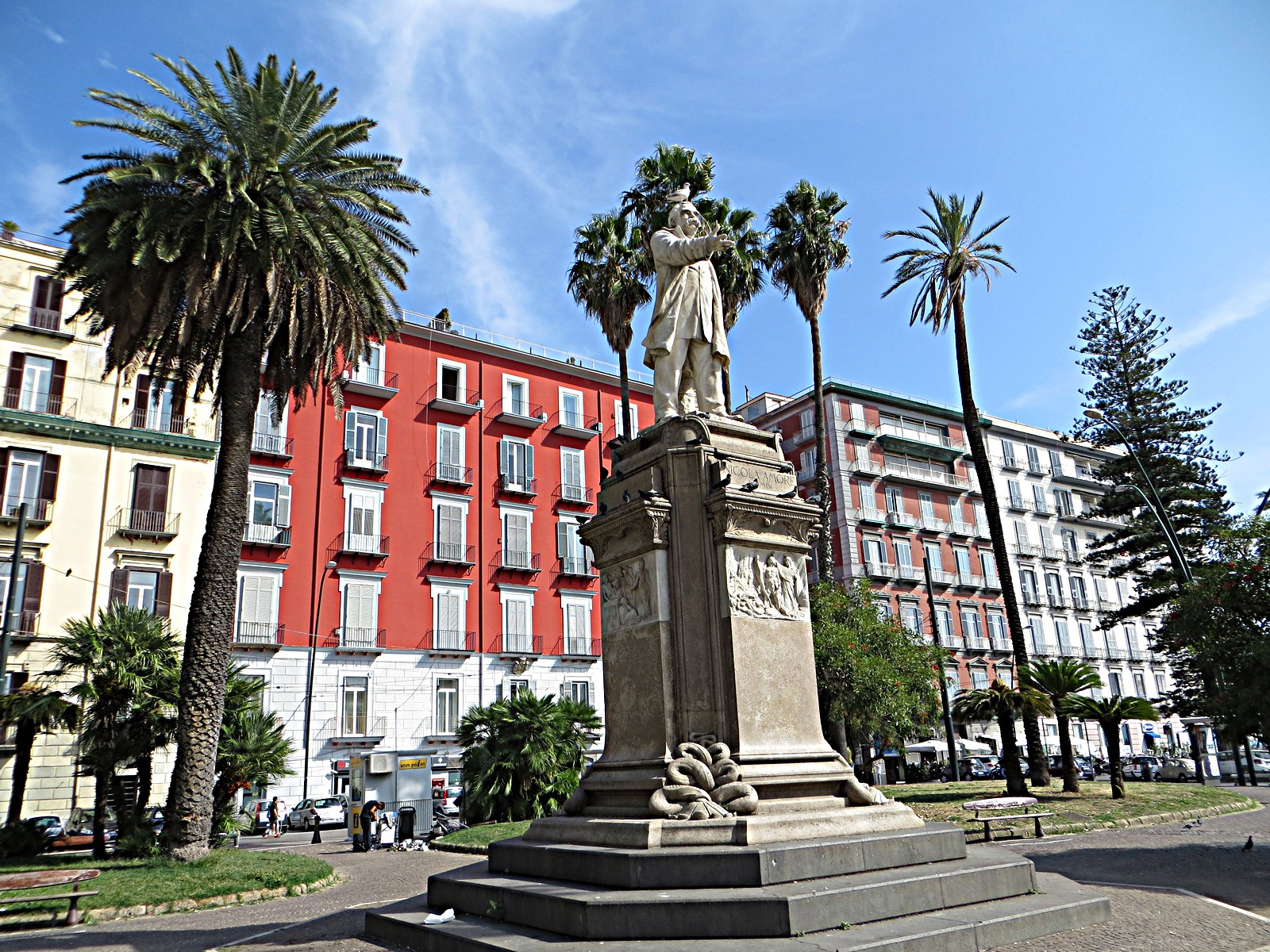
Piazza della Vittoria.

También se inserta en el interior de la Riviera la chiesa di San Giuseppe a Chiaia (1666-73), del jesuita Tommaso Carrese, cuya fachada se caracteriza por un amplio bajorrelieve de terracota encima de la entrada. De frente está la Villa Comunale, que se extiende entre la Piazza della Vittoria y la Piazza della Repubblica. De la Riviera di Chiaia se ramifican hacia el interior las calles ortogonales de Via Ascensione a Chiaia y de Via Santa Maria in Portico, que conducen a las iglesias homónimas.
Al final de la Riviera, siguiendo por la Via Piedigrotta, se llega a la plaza homónima, dominada por la chiesa di Santa Maria di Piedigrotta, famosa por las celebraciones de la Festa di Piedigrotta. Tras pasar la línea ferroviaria, antes de la entrada de la Galleria 4 Giornate, se encuentra a la izquierda la entrada del Parco de la Tumba de Virgilio, remodelado en 1930 con ocasión del dos mil aniversario del nacimiento del poeta. En el mismo parque se erigió en 1939 la tumba di Giacomo Leopardi. También la memoria de otro poeta, Jacopo Sannazaro, está unida a la historia de Mergellina, donde vivió y fundó la chiesa di Santa Maria del Parto a Mergellina.
La Villa Comunale di Napoli (antigua Villa Reale) contiene una enorme Cassa Armonica decorada con vidrio coloreado, el acuario (el segundo más antiguo de Europa), la Casina Pompeiana, un importante número de estatuas, una gran cantidad de fuentes y dos espacios de exposiciones de arte moderno en estilo griego. También se deben citar los innumerables quioscos situados a los lados de la villa y la vegetación, rica de plantas y árboles de gran interés botánico.

### Monumentos
- Caserma "Vittoria"
- Casina Pompeiana
- Castel dell'Ovo

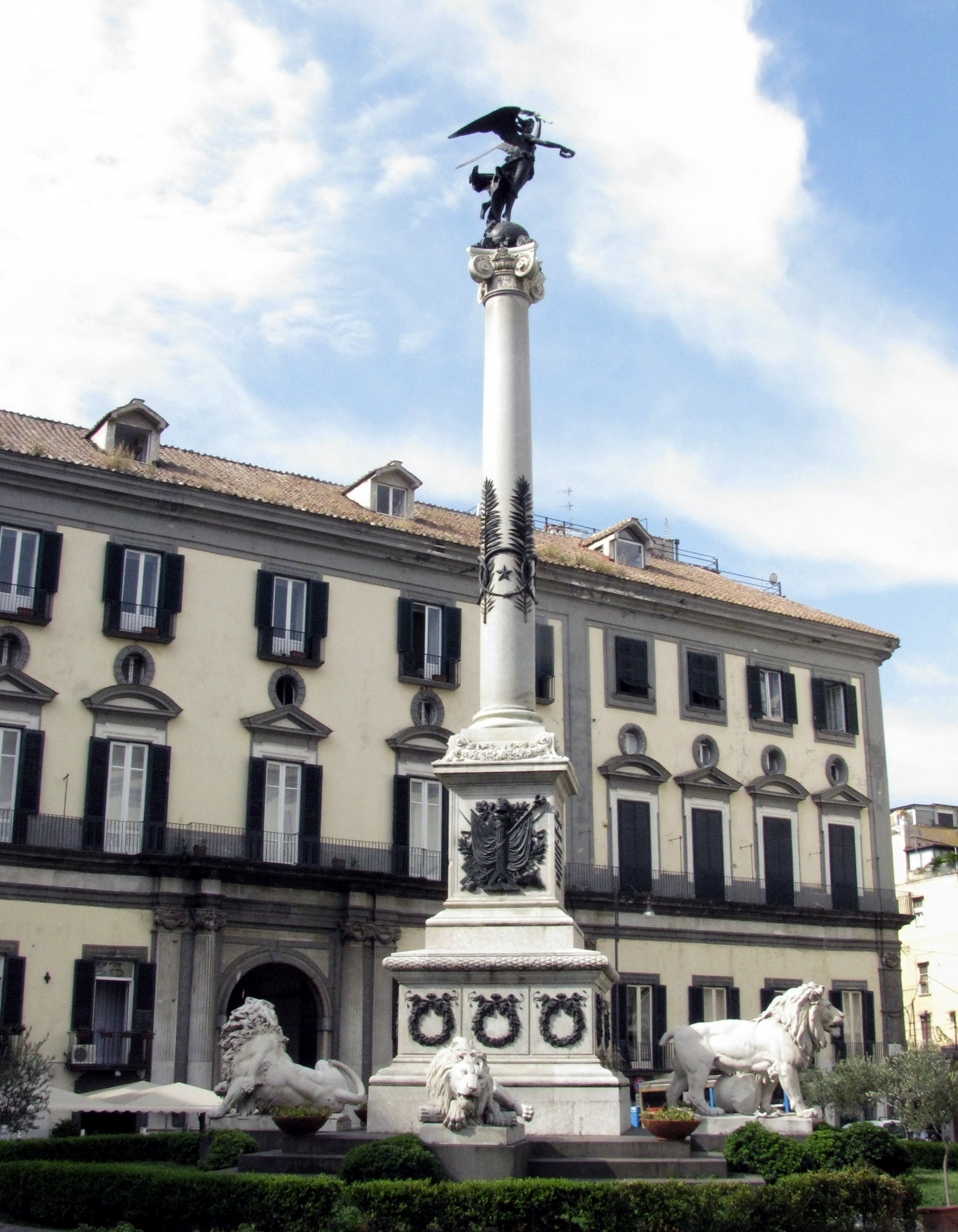
La Piazza dei Martiri.

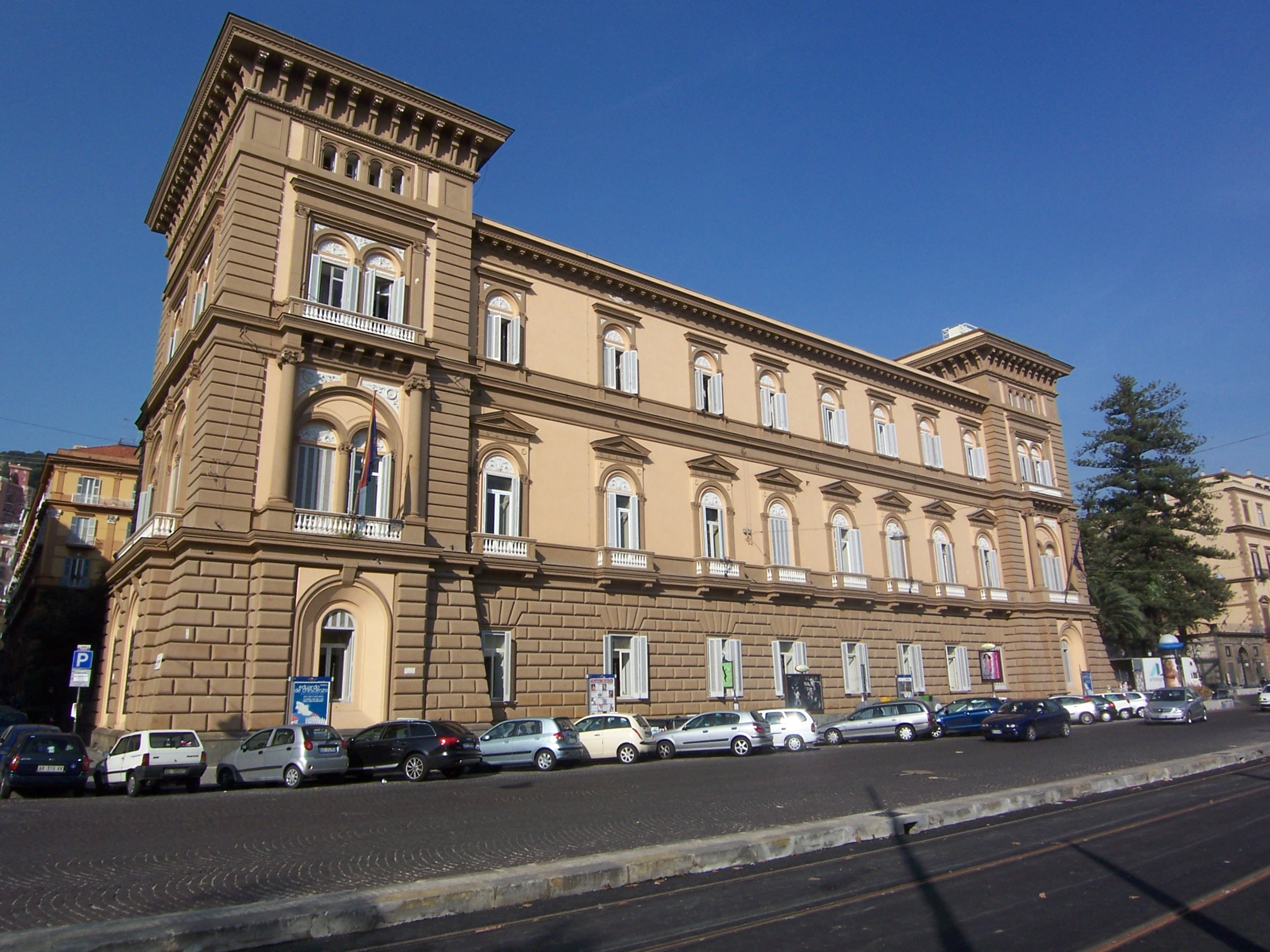
El Palazzo Caravita di Sirignano desde la Riviera di Chiaia.

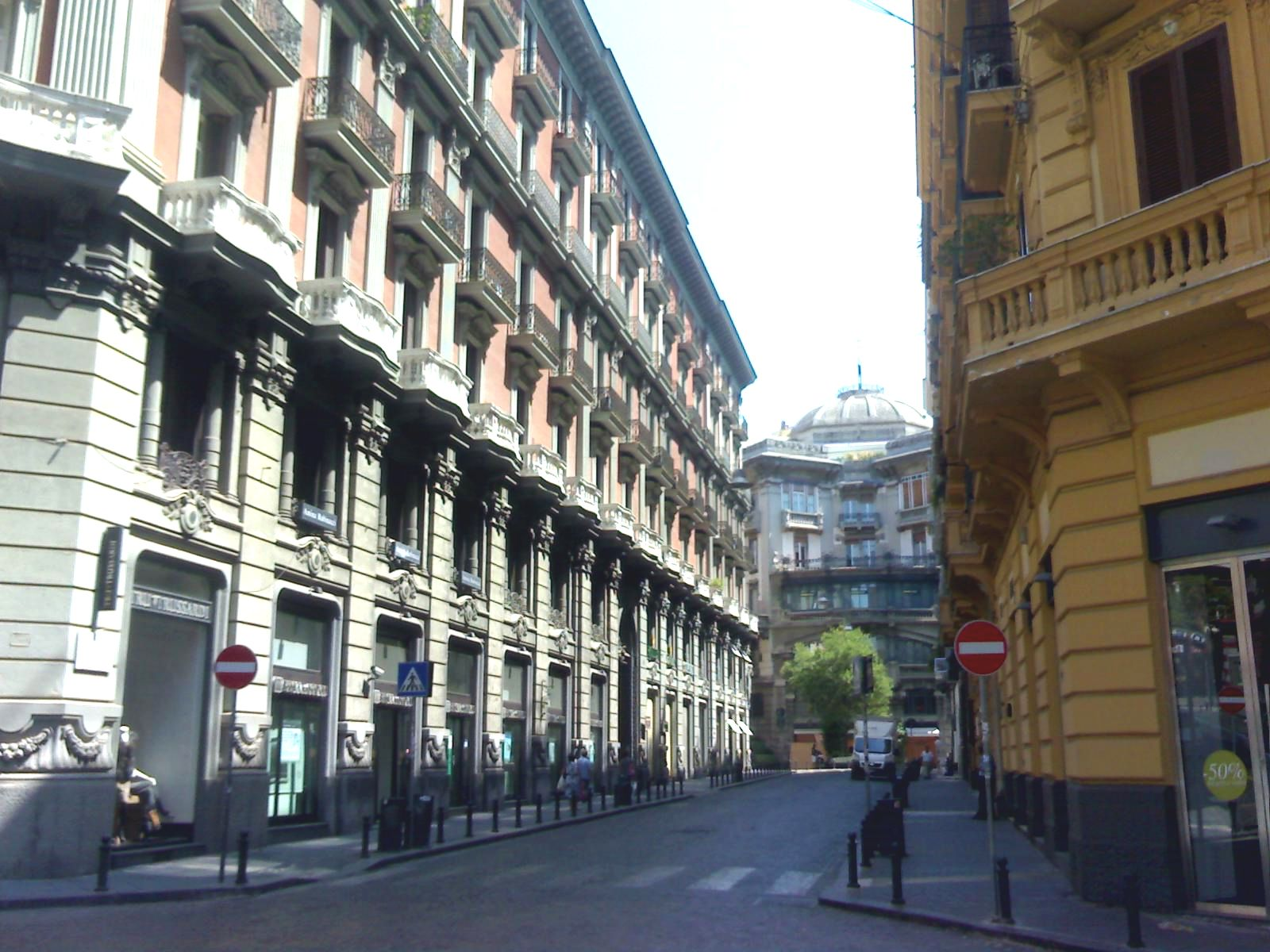
La Via dei Mille con el Palazzo Mannajuolo al fondo.

- Chiesa dei Santi Giovanni e Teresa
- Chiesa dell'Ascensione a Chiaia
- Chiesa di San Pasquale a Chiaia
- Chiesa di Sant'Orsola a Chiaia
- Chiesa di Santa Caterina a Chiaia
- Chiesa di Santa Maria Apparente
- Chiesa di Santa Maria del Parto a Mergellina
- Chiesa di Santa Maria della Neve in San Giuseppe
- Chiesa di Santa Maria della Vittoria
- Chiesa di Santa Maria di Piedigrotta
- Chiesa di Santa Maria in Portico
- Chiesa di Santa Teresa a Chiaia
- Crypta Neapolitana
- Festa di Piedigrotta
- Monumento a los caídos de la Piazza dei Martiri
- Palazzo Caravita di Sirignano, donde se puede visitar la Collezione Tirrenia
- Palazzo Cellammare
- Palazzo Filangieri a Chiaia
- Palazzo Mannajuolo
- Parco Vergiliano a Piedigrotta (tumbas de Virgilio y Giacomo Leopardi)
- Piazza della Repubblica con la estatua del scugnizzo
- Piazza Sannazaro con la Fontana della Sirena
- Piedigrotta
- Riviera di Chiaia (famosa porque fue protagonista de una de las primeras representaciones de los hermanos Lumière en 1898)
- Acuario Antonio Dohrn (el segundo más antiguo de Europa)
- Teatro Sancarluccio
- Teatro Sannazaro
- Villa Pignatelli
- Villa Comunale di Napoli (antigua Villa Reale)
- Fontana del Sebeto

## Economía
Gracias a las grandes marcas que han creado tiendas en la zona, principalmente entre la Piazza dei Martiri y la Via Carlo Poerio, Chiaia se ha convertido en uno de los centros más importantes del comercio de lujo en Italia. Tiene escaparates de las firmas más renombradas a nivel mundial y algunas de las tiendas históricas más importantes de la ciudad, como por ejemplo la famosa tienda de corbatas "Marinella", que tiene como clientes a Tony Blair, George W. Bush y muchas otras personalidades internacionales.

## Transporte

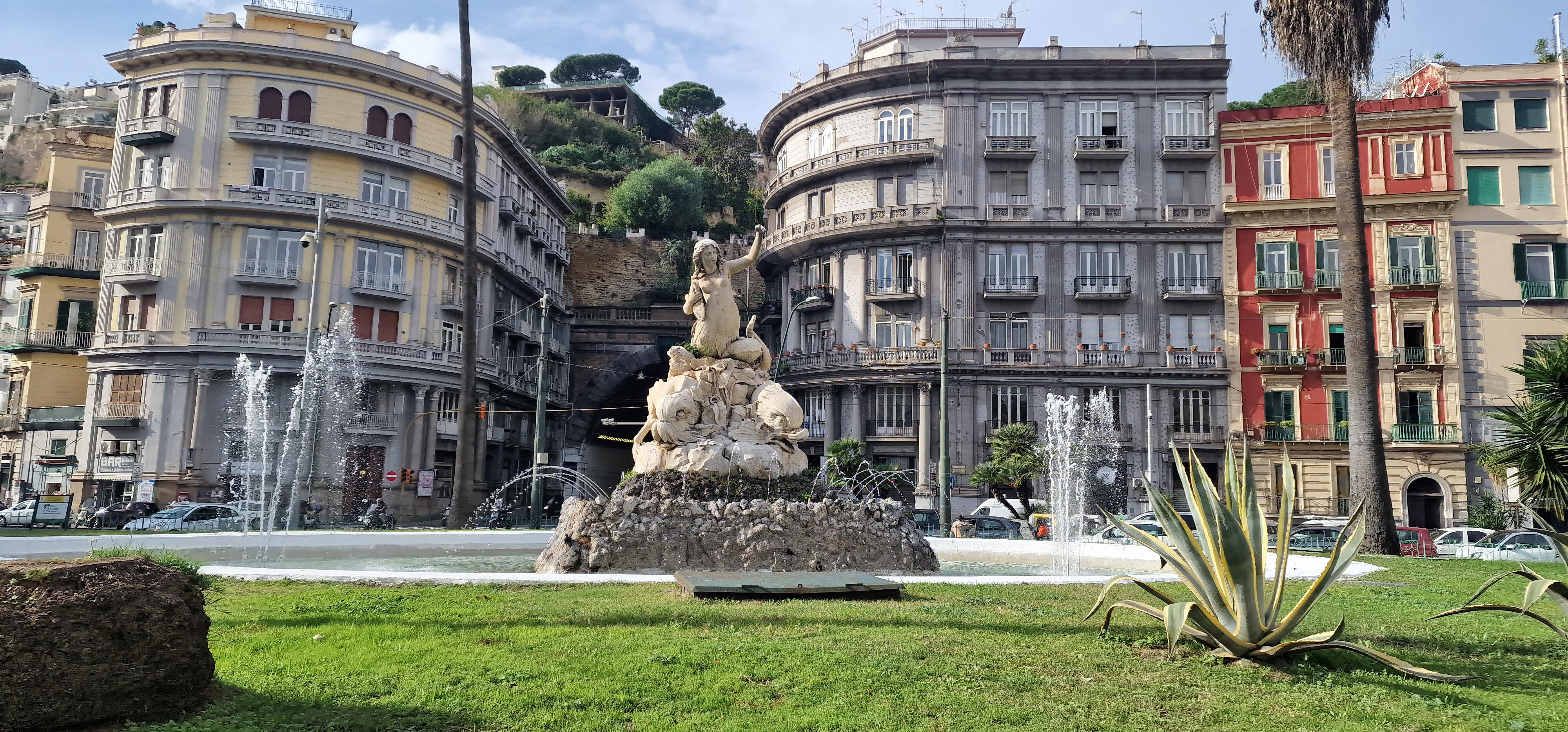
La Fontana della Sirena en la Piazza Sannazaro.

La salida de la Tangenziale di Napoli más cercana al barrio es la de Fuorigrotta, en el barrio homónimo. Se puede llegar a Chiaia por la Via Giulio Cesare y desviándose en la Galleria Laziale.
Los dos ejes viarios más importantes del barrio son la Riviera di Chiaia y la Via Caracciolo, que recorren a lo largo los dos lados de la Villa Comunale. Las plazas más importantes son la Piazza Sannazaro y la Piazza della Repubblica. Piazza dei Martiri, Via Calabritto, Via Poerio y Vico Belledonne albergan numerosas tiendas de alta moda, bares, restaurantes y discotecas, donde se desarrolla la vida nocturna de la ciudad.
Una rápida conexión con el centro de Nápoles es la Galleria della Vittoria, proyectada por el ingeniero Michele Guadagno, excavada entre 1927 y 1928 bajo la colina de Pizzofalcone e inaugurada en 1929. Une la Via Giorgio Arcoleo (y por tanto la Piazza Vittoria) con la Via Acton, calle construida en 1925 y que también forma parte del gran proyecto de mejora de la viabilidad de la parte occidental de la ciudad.
El barrio es servido, además de autobuses y tranvía, por la estación Parco Margherita del Funicolare Chiaia, las estaciones Piazza Amedeo de la línea 2, y Mergellina de las líneas 2 y línea 6 del Metro de Nápoles. Están en construcción otras tres estaciones de la línea 6 en el barrio: Arco Mirelli, San Pasquale y Chiaia - Monte di Dio.